# Niwnica
Niwnica est une localité polonaise située dans la gmina et le powiat de Nysa en voïvodie d'Opole.